# Episodi di Agents of S.H.I.E.L.D. (quarta stagione)
La quarta stagione della serie televisiva Agents of S.H.I.E.L.D., composta da ventidue episodi, è stata trasmessa in prima visione negli Stati Uniti dal canale ABC dal 20 settembre 2016 al 16 maggio 2017. La stagione è strutturata in tre diversi archi narrativi; il primo blocco è sottotitolato Ghost Rider e comprende i primi otto episodi; il secondo blocco è sottotitolato LMD e comprende sette episodi; il terzo e ultimo blocco, sottotitolato Agents of Hydra, comprende i restanti sette episodi.
L'antagonista principale della quarta stagione è: Aida/Ophelia Sarkissian/Madame Hydra. 
In Italia, la stagione è stata trasmessa in prima visione dal canale satellitare Fox dal 12 ottobre 2016 al 5 luglio 2017.
| nº              | Titolo originale               | Titolo italiano                  | Prima TV USA      | Prima TV Italia  |
| Ghost Rider     | Ghost Rider                    | Ghost Rider                      | Ghost Rider       | Ghost Rider      |
| --------------- | ------------------------------ | -------------------------------- | ----------------- | ---------------- |
| 1               | The Ghost                      | Il fantasma                      | 20 settembre 2016 | 12 ottobre 2016  |
| 2               | Meet the New Boss              | Il nuovo capo                    | 27 settembre 2016 | 19 ottobre 2016  |
| 3               | Uprising                       | Rivolta                          | 11 ottobre 2016   | 26 ottobre 2016  |
| 4               | Let Me Stand Next to Your Fire | Fammi stare accanto al tuo fuoco | 18 ottobre 2016   | 2 novembre 2016  |
| 5               | Lockup                         | Sotto chiave                     | 25 ottobre 2016   | 9 novembre 2016  |
| 6               | The Good Samaritan             | Il buon samaritano               | 1º novembre 2016  | 16 novembre 2016 |
| 7               | Deals With Our Devils          | Patti con i nostri demoni        | 29 novembre 2016  | 22 marzo 2017    |
| 8               | The Laws of Inferno Dynamics   | Le leggi dell'infernodinamica    | 6 dicembre 2016   | 29 marzo 2017    |
| LMD             |                                |                                  |                   |                  |
| 9               | Broken Promises                | Promesse infrante                | 10 gennaio 2017   | 5 aprile 2017    |
| 10              | The Patriot                    | Il patriota                      | 17 gennaio 2017   | 12 aprile 2017   |
| 11              | Wake Up                        | Svegliatevi                      | 24 gennaio 2017   | 19 aprile 2017   |
| 12              | Hot Potato Soup                | Zuppa di patata bollente         | 31 gennaio 2017   | 26 aprile 2017   |
| 13              | BOOM                           | Bum                              | 7 febbraio 2017   | 3 maggio 2017    |
| 14              | The Man Behind the Shield      | L'uomo dietro lo S.H.I.E.L.D.    | 14 febbraio 2017  | 10 maggio 2017   |
| 15              | Self Control                   | Autocontrollo                    | 21 febbraio 2017  | 17 maggio 2017   |
| Agents of Hydra |                                |                                  |                   |                  |
| 16              | What If...                     | E se...                          | 4 aprile 2017     | 24 maggio 2017   |
| 17              | Identity and Change            | Identità e cambiamento           | 11 aprile 2017    | 31 maggio 2017   |
| 18              | No Regrets                     | Nessun rimpianto                 | 18 aprile 2017    | 7 giugno 2017    |
| 19              | All the Madame's Men           | Tutti gli uomini di Madame       | 25 aprile 2017    | 14 giugno 2017   |
| 20              | Farewell, Cruel World!         | Addio, mondo crudele!            | 2 maggio 2017     | 21 giugno 2017   |
| 21              | The Return                     | Il ritorno                       | 9 maggio 2017     | 28 giugno 2017   |
| 22              | World's End                    | La fine del mondo                | 16 maggio 2017    | 5 luglio 2017    |

## Il fantasma
- Titolo originale: The Ghost
- Diretto da: Billy Gierhart
- Scritto da: Jed Whedon e Maurissa Tancharoen

### Trama
In seguito agli Accordi di Sokovia, lo S.H.I.E.L.D. viene nuovamente legittimato sotto la guida di un nuovo direttore che istituisce un sistema molto più paranoico e regolamentato nominando Simmons sua assistente, incaricando May di addestrare le reclute ed assegnando a Coulson e Mack il compito di catturare Daisy, la quale nel frattempo ha lasciato l'organizzazione divenendo la vigilante nota come "Quake" e, una sera, a Los Angeles, dopo aver inseguito dei membri della Fratellanza ariana, li osserva venire brutalmente assassinati da "Ghost Rider". In virtù del loro coinvolgimento personale, Mack e Coulson vengono sollevati dal caso Quake per ordine del direttore ma May riesce a informarli di nascosto dell'ultimo avvistamento della ragazza permettendo che la raggiungano prima della nuova task force incaricata di fermarla. Radcliffe presenta nel frattempo Aida, il suo prototipo di Life Model Decoy, a Fitz chiedendogli di aiutarlo a perfezionarla, richiesta cui il ragazzo acconsente decidendo però di tenerlo nascosto a Simmons data la sua nuova posizione, che la costringe intanto ad ordinare a May di fermare Mack e Coulson dopo aver scoperto la loro indagine clandestina. Una volta giunti a Los Angeles, gli agenti dello S.H.I.E.L.D. riescono a trovare unicamente i bersagli di Daisy, un gruppo di gangster entrati in possesso di una cassa contenente un'entità soprannaturale che li porta ad uccidersi a vicenda, mentre la ragazza affronta Ghost Rider venendo sconfitta ma risparmiata, rintracciandolo poi nella sua identità civile: il meccanico Robbie Reyes. 
Nella scena finale May rivela i primi sintomi della possessione dell'entità soprannaturale di Los Angeles.
- Altri interpreti: Natalia Cordova-Buckley (Yo-Yo Rodriguez), Gabriel Luna (Robbie Reyes/Ghost Rider), Mallory Jansen (Aida), Lorenzo James Henrie (Gabe Reyes), Briana Venskus (agente Piper), Maximilian Osinski (Agente Davis), Ricardo Walker (agente Prince), Samuel Barajas (Felix), Wilson Ramirez (Diego), Jen Kuo Sung (Chen), Lilli Birdsell (Lucy).
- Ascolti USA: telespettatori 3.440.000.[6]

## Il nuovo capo
- Titolo originale: Meet the New Boss
- Diretto da: Vincent Misiano
- Scritto da: Drew Z. Greenberg

### Trama
Lucy, l'entità spettrale liberata dalle gang, si reca in una struttura abbandonata della Momentum Alternative Energy Laboratory a Pasadena liberando altri tre esseri simili a lei, assieme ai quali programma di impossessarsi del libro "Darkhold" per vendicarsi di ciò che hanno subito. Daisy avvicina nel frattempo Robbie Reyes e gli propone di collaborare per scoprire perché le gang volessero la misteriosa cassa, rivelandogli inavvertitamente che il luogo da cui i criminali l'hanno rubata è l'ex-sede Momentum di Pasadena e spingendolo così a recarvisi in tutta fretta; nel frattempo Mack e Fitz, dopo aver visualizzato lo spettro nei filmati del massacro e rintracciato la provenienza della cassa, si recano a loro volta al laboratorio della Momentum, dove vengono aggrediti da una delle entità; i due si salvano solo grazie all'intervento tempestivo di Ghost Rider, che incenerisce lo spettro e fugge mentre Daisy, sopraggiunta poco dopo, convince gli ex-compagni a non inseguirlo, rifiutando inoltre la loro proposta di tornare tra loro. Contemporaneamente a tutto ciò il nuovo direttore dello S.H.I.E.L.D., Jeffrey Mace, arriva al quartier generale portando con sé una delegazione di membri del Congresso per far fare loro una visita guidata della struttura assieme a Coulson; intanto May, in preda a violente allucinazioni dovute dell'influenza di Lucy, aggredisce alcuni agenti spingendo il direttore a rivelarsi come inumano pressoché invulnerabile e dotato di forza sovrumana che, dopo averla tramortita, promette a Coulson di occuparsi di guarirla. Nella scena di chiusura Robbie contatta Daisy rivelandole che il gruppo di spettri è in qualche modo connesso a lui.
- Altri interpreti: Jason O'Mara (Jeffrey Mace), Gabriel Luna (Robbie Reyes/Ghost Rider), Briana Venskus (agente Piper), Adrian Quinonez (Ignacio), Jen Kuo Sung (Chen), Daniel Zacapa (Canelo), Lilli Birdsell (Lucy), Dan Donohue (Frederick), Ward Roberts (Hugo), Usman Ally (Vincent), Deren Tadlock (Cecilio).
- Ascolti USA: telespettatori 2.950.000.[7]

## Rivolta
- Titolo originale: Uprising
- Diretto da: Magnus Martens
- Scritto da: Craig Titley

### Trama
Yo-Yo Rodriguez si trova a una festa a Miami quando la città viene colpita da un blackout che blocca qualsiasi dispositivo elettronico. Anche in altre città del mondo, tra cui Los Angeles, si verifica lo stesso blackout. Un misterioso gruppo, autodefinitosi la resistenza inumana e contrario agli Accordi di Sokovia, rivendica i blackout. Mace invia Coulson, Mack e Fitz a Miami per indagare sull'accaduto. Nel frattempo Simmons e Radcliffe riescono a salvare May fermandole per qualche minuto il cuore e riavviando in tal modo il sistema nervoso centrale. A Los Angeles intanto si scatena il panico, gruppi di persone armate girano per le strade alla ricerca di Inumani; Daisy aiuta Robbie Reyes a salvare suo fratello Gabe da uno di questi gruppi e li accompagna a casa. Reyes rivela che suo zio Eli Morrow causò l'esplosione alla Momentum che sembra aver creato i fantasmi, e crede che espiando i peccati di suo zio potrà liberarsi del Ghost Rider che abita dentro di lui. A casa di Reyes, Gabe intuisce che Daisy è Quake e le chiede di stare lontana dal fratello. Nel frattempo Coulson, Mack e Fitz salvano Yo-Yo da un gruppo di Cani da guardia che conosceva la sua posizione, e insieme rintracciano il generatore di impulsi elettromagnetici che ha causato il blackout. Il gruppo scopre che anche dietro la resistenza inumana ci sono i Cani da guardia, che hanno ottenuto una lista degli Inumani registrati dalla senatrice Ellen Nadeer, il cui fratello sta affrontando la terrigenesi. Intanto Mace annuncia al mondo il ritorno dello S.H.I.E.L.D..
- Altri interpreti: Natalia Cordova-Buckley (Yo-Yo Rodriguez), Jason O'Mara (Jeffrey Mace), Gabriel Luna (Robbie Reyes/Ghost Rider), Mallory Jansen (Aida), Parminder Nagra (Ellen Nadeer), Lorenzo James Henrie (Gabe Reyes), Patrick Cavanaugh (Burrows), Jen Kuo Sung (Chen).
- Ascolti USA: telespettatori 2.680.000[8]

## Fammi stare accanto al tuo fuoco
- Titolo originale: Let Me Stand Next to Your Fire
- Diretto da: Brad Turner
- Scritto da: Matt Owens

### Trama
Daisy obbliga Simmons ad aiutarla a rintracciare i Cani da guardia. Insieme scoprono che il gruppo ha hackerato i dispositivi di localizzazione indossati dagli Inumani registrati e corrono in soccorso di J. T. James, il prossimo Inumano sulla lista. Intanto Reyes si reca a parlare con suo zio Eli Morrow in prigione, ma viene inseguito da Coulson e Mack. I due catturano Reyes e lo convincono a lavorare con loro. Nel frattempo May viene tenuta sotto osservazione da Radcliffe, Fitz e Aida, che viene sottoposta da Radcliffe a un test di Turing. Daisy e Simmons raggiungono James e distruggono il suo dispositivo. Reyes parla con suo zio e scopre che l'esplosione alla Momentum è stata causata da un gruppo di scienziati che studiavano il Darkhold, un libro misterioso. Il marito di Lucy, Joseph, finito in coma a causa dello stesso Morrow nel tentativo di fermare l'esperimento, è l'unico sopravvissuto. Intanto James si rivela essere un traditore, poiché egli odia essere un Inumano e ha dato libero accesso ai Cani da guardia al suo dispositivo. Daisy e Simmons vengono attaccate dai Cani da guardia, ma Coulson, Mack e Reyes arrivano in loro soccorso. Daisy e Reyes acconsentono ad aiutare lo S.H.I.E.L.D. a rintracciare il Darkhold. A casa di Radcliffe il gruppo informa May sugli ultimi avvenimenti, e Simmons intuisce la vera natura di Aida.
- Altri interpreti: Gabriel Luna (Robbie Reyes/Ghost Rider), Mallory Jansen (Aida), Axle Whitehead (James/Hellfire), José Zúñiga (Eli Morrow), Kerr Smith (Joseph), Tanner Fontana (Elliot), Lilli Birdsell (Lucy).
- Ascolti USA: telespettatori: 2.340.000[9]

## Sotto chiave
- Titolo originale: Lockup
- Diretto da: Kate Woods
- Scritto da: Nora Zuckerman e Lilla Zuckerman

### Trama
Joseph rivela a Coulson che Lucy è in possesso del Darkhold ma muore subito dopo. Coulson e May si recano quindi alla prigione in cui è detenuto Eli Morrow per portarlo in salvo, ma scoprono che Lucy si trova già lì insieme al gruppo di scienziati anche loro vittime di ciò che era successo nel laboratorio e hanno infettato tutto lo staff della prigione. Grazie a degli antidoti ideati da Fitz, Mack, Daisy e Robbie Reyes riescono a farsi strada all'interno della prigione. Daisy trova Coulson e May, mentre Robbie e Mack vanno a prelevare Eli; tuttavia Robbie lascia da solo Eli per affrontare il leader di una gang di strada che causò la paralisi di Gabe. Il leader rivela a Robbie di essere stato assunto da qualcun altro per ferire lui e il fratello. Robbie, furioso, si trasforma in Ghost Rider e lo uccide. Nel frattempo il gruppo scopre che Eli è stato rapito da Lucy, che vuole usarlo per leggere il Darkhold e curarsi. Intanto Simmons è in ansia per il test poligrafico a cui viene sottoposta e ha paura di rivelare l'esistenza di Aida. Durante un dibattito televisivo con Ellen Nadeer, Jeffrey Mace rivela di essere un Inumano. Simmons riesce a evitare il test minacciando Mace di rivelare la verità riguardo alla sua presenza all'attentato di Vienna. Alla base Daisy annuncia che una volta recuperato il Darkhold se ne andrà. Nella scena finale Nadeer si incontra segretamente con Mace e minaccia di rivelare a tutti che lo S.H.I.E.L.D. sta lavorando con Ghost Rider.
- Altri interpreti: Jason O'Mara (Jeffrey Mace), Gabriel Luna (Robbie Reyes/Ghost Rider), Parminder Nagra (Ellen Nadeer), Maximilian Osinski (Agente Davis), Patrick Cavanaugh (Burrows), José Zúñiga (Eli Morrow), Kerr Smith (Joseph Bauer), James Edson (Warden Green), Ricardo Walker (Agente Prince), Rolando Molina (Santino), Brandon Keener (Harlan), Lilli Birdsell (Lucy Bauer), Ward Roberts (Hugo), Usman Ally (Vincent)
- Ascolti USA: telespettatori 2.300.000[10]

## Il buon samaritano
- Titolo originale: The Good Samaritan
- Diretto da: Billy Gierhart
- Scritto da: Jeffrey Bell

### Trama
Mace manda Simmons in una missione segreta, poi sale a bordo dell'aereo di Coulson per arrestare Reyes e Daisy, che ha portato a bordo anche Gabe per proteggerlo da Lucy. I tre si nascondono da Mace e Robbie racconta che lui e Gabe furono attaccati dai Locos mentre erano a bordo della macchina di Morrow; Gabe rimase paralizzato e Robbie morì. Tuttavia Robbie sentì una voce e promise di vendicarsi se gli fosse stata data una seconda occasione, così venne resuscitato da un altro Ghost Rider, che gli passò i suoi poteri. Mace scopre i fuggitivi ma viene sopraffatto da Ghost Rider. Fitz rintraccia Lucy in un vecchio impianto energetico della Roxxon e Mace acconsente a inviare Robbie per affrontarla. May trova il Darkhold e lo nasconde mentre Robbie distrugge Lucy, che rivela che in realtà è Eli Morrow a volere i poteri del Darkhold per sé e che fu Joseph a pagare i Locos per uccidere Morrow. Morrow usa una versione migliorata della macchina della Momentum e acquisisce il potere di creare materia dal nulla. L'esperimento crea un'onda d'urto che fa sparire Robbie, Fitz e Coulson.
- Altri interpreti: Jason O'Mara (Jeffrey Mace), Gabriel Luna (Robbie Reyes/Ghost Rider), Lorenzo James Henrie (Gabe Reyes), Maximilian Osinski (Agente Davis), Patrick Cavanaugh (Burrows), José Zúñiga (Eli Morrow), Kerr Smith (Joseph Bauer), Lili Birdsell (Lucy Bauer), Dan Donohue (Frederick), Ward Roberts (Hugo), Usman Ally (Vincent), Shaun Clay (Agente Wilder)
- Ascolti USA: telespettatori 2.430.000[11]

## Patti con i nostri demoni
- Titolo originale: Deals With Our Devils
- Diretto da: Jesse Bochco
- Scritto da: DJ Doyle

### Trama
Coulson, Fitz e Robbie sono intrappolati tra due dimensioni e non riescono a comunicare con gli altri. Mace vorrebbe consultare Simmons per scoprire di più sulla tecnologia usata da Morrow, ma la ragazza è irraggiungibile, costretta ad aiutare degli scienziati a esaminare il fratello della senatrice Nadeer, ancora racchiuso nel bozzolo della terrigenesi. Simmons usa le sue conoscenze per accelerare il processo di terrigenesi. Intanto May si reca da Radcliffe per chiedergli di usare il Darkhold per salvare Coulson e gli altri. Radcliffe rifiuta di leggere il libro, affermando che in esso è racchiusa una conoscenza troppo ampia per la mente umana, ma Aida si offre volontaria per leggerlo e costruisce un portale attraverso cui Coulson e Fitz riescono a tornare nella giusta dimensione. Nel frattempo lo spirito del Ghost Rider, per evitare di restare intrappolato in un'altra dimensione, abbandona Robbie e prende possesso di Mack. Daisy insegue Mack, recatosi in un magazzino della mafia cinese per scoprire l'ubicazione di Morrow; Robbie raggiunge Mack e affronta lo spirito, promettendogli di aiutarlo anche dopo essersi vendicato di Morrow. Il Ghost Rider acconsente e torna nel corpo di Robbie, che attraversa il portale. Nella scena finale, Aida utilizza la stessa tecnologia usata per creare il portale dimensionale per costruire un cervello.
- Altri interpreti: Jason O'Mara (Jeffrey Mace), Gabriel Luna (Robbie Reyes/Ghost Rider), Mallory Jansen (Aida), Manish Dayal (fratello della senatrice Nadeer), Alexander Wraith (Agente Anderson), Lorenzo James Henrie (Gabe Reyes), Maximilian Osinski (Agente Davis), Patrick Cavanaugh (Burrows), José Zúñiga (Eli Morrow), Blaise Miller (Agente Nathanson), David An (Zhi)
- Ascolti USA: telespettatori 2.410.000[12]

## Le leggi dell'infernodinamica
- Titolo originale: The Laws of Inferno Dynamics
- Diretto da: Kevin Tancharoen
- Scritto da: Paul Zbyszewski

### Trama
Coulson rivela a Mace che Aida è un androide e Mace acconsente a utilizzarla per combattere Morrow. Mace invia una squadra d'assalto composta da Yo-Yo Rodriguez, Reyes e Daisy per affrontare Morrow nell'edificio in cui si è barricato. Reyes è l'unico che riesce a entrare nell'edificio, e attraverso una microcamera posta su di lui Fitz comprende che Morrow ha creato un demon core che potrebbe distruggere metà Los Angeles. Aida crea un portale dimensionale sotto il demon core; Reyes si trasforma in Ghost Rider e riesce a trattenere Morrow vicino al demon core. Aida attiva il portale, che trasporta Morrow, Reyes e il demon core in un'altra dimensione. Daisy viene vista dai giornalisti, così Mace riabilita il suo nome e la reintegra nello S.H.I.E.L.D., evitando in tal modo ulteriori complicazioni. Il direttore inoltre permette a Radcliffe di continuare le sue ricerche sui Life Model Decoy. Nella scena finale viene rivelato che Aida ha segretamente sostituito May con un Life Model Decoy e tiene la vera May prigioniera.
- Altri interpreti: Natalia Cordova-Buckley (Elena "Yo-Yo" Rodriguez), Jason O'Mara (Jeffrey Mace), Gabriel Luna (Robbie Reyes/Ghost Rider), Mallory Jansen (Aida), Patrick Cavanaugh (Burrows), José Zúñiga (Eli Morrow), Blaise Miller (Agente Nathanson), Steve Suh (Peng)
- Ascolti USA: telespettatori 2.370.000[13]

## Promesse infrante
- Titolo originale: Broken Promises
- Diretto da: Garry A. Brown
- Scritto da: Brent Fletcher

### Trama
Mace invia Fitz e Radcliffe a cancellare l'hard drive di Aida per rimuovere qualsiasi traccia del Darkhold. Tuttavia Aida rifiuta di collaborare e, dopo aver attaccato Fitz e Radcliffe fugge. Nel frattempo Mace si reca con Daisy e Simmons a salvare Vijay, il fratello Inumano di Ellen Nadeer. Fitz e Radcliffe tornano alla base, dove li attendono Coulson e il LMD con le sembianze di May. Aida penetra all'interno dei sistemi della base alla ricerca del Darkhold e blocca Coulson e May in una stanza; credendo di parlare con la vera May, Coulson rivela l'ubicazione del Darkhold. Aida osserva la conversazione e lo recupera. Fitz riesce a riavviare il sistema e ad intrappolare Aida all'interno della base, e l'androide viene decapitato da Mack. Nel frattempo Ellen Nadeer ha portato Vijay in una villa di campagna con la scusa di farlo riposare. Tuttavia Vijay viene attaccato da un gruppo di Cani da guardia al soldo della sorella. Vijay convince Ellen a risparmiargli la vita e quando Mace, Daisy e Simmons, nel frattempo giunti sul posto, gli chiedono di andare via con loro, Vijay rifiuta e si allontana con la sorella. I due fratelli volano via a bordo di un elicottero, ma Ellen spara a tradimento al fratello e fa gettare in acqua il corpo, che viene nuovamente avvolto in un bozzolo per la terrigenesi. Nel finale Radcliffe si trova nel suo laboratorio insieme a una nuova versione di Aida e rivela di aver progettato lui stesso il tradimento di Aida per poter prendere per sé il Darkhold.
- Altri interpreti: Natalia Cordova-Buckley (Elena "Yo-Yo" Rodriguez), Jason O'Mara (Jeffrey Mace), Mallory Jansen (Aida), Parminder Nagra (Ellen Nadeer), John Pyper-Ferguson (Terrence Shockley), Manish Dayal (Vijay Nadeer), Patrick Cavanaugh (Burrows), Blaise Miller (Agente Nathanson), Shari Vasseghi (Sunjna Nadeer), Bryan Keith (Zack Bynum).
- Ascolti USA: telespettatori 2.720.000[14]

## Il patriota
- Titolo originale: The Patriot
- Diretto da: Kevin Tancharoen
- Scritto da: James C. Oliver e Sharla Oliver

### Trama
Mace organizza una conferenza stampa per discutere del reintegro di Daisy Johnson nello S.H.I.E.L.D., ma un cecchino tenta di assassinarlo. Coulson e Mack conducono Mace e Burrows al quinjet, che esplode durante il volo. Burrows viene gettato fuori bordo mentre gli altri precipitano in un bosco. Là vengono raggiunti da ex-agenti dell'HYDRA, assunti dai Cani da guardia, che recuperano il corpo di Burrows e la valigetta che portava con sé. Mace tenta di recuperare la valigetta, al cui interno sono conservati diversi sieri che vengono distrutti. Mace rimane ferito ma viene salvato da Coulson e Mack, a cui spiega di non essere un Inumano, ma di aver ottenuto le sue abilità grazie a un super-siero creato dal governo, che voleva mettere a capo dello S.H.I.E.L.D. un individuo potenziato in modo da ottenere la fiducia degli Inumani. Daisy e il LMD di May giungono in soccorso di Mace, Coulson e Mack. Coulson chiede a Mace di restare come volto pubblico e direttore dello S.H.I.E.L.D., mentre l'ex direttore prenderà il comando delle operazioni sul campo. Nel frattempo Fitz comincia a studiare in segreto la testa decapitata di Aida, mentre il LMD di May, ignara della sua vera natura, scopre di avere uno scheletro robotico.
- Altri interpreti: Jason O'Mara (Jeffrey Mace), Mallory Jansen (Aida), Adrian Pasdar (Glenn Talbot), Maximilian Osinski (Agente Davis), Patrick Cavanaugh (Burrows), Troy Caylak (Yuri Zaikin), Kimberley Drummond (Agente Crawford), Shelly Robertson (Michelle Caldwell), Alastair Bayardo (Agente McCafferty)
- Ascolti USA: telespettatori 2.030.000[15]

## Svegliatevi
- Titolo originale: Wake Up
- Diretto da: Jesse Bochco
- Scritto da: Drew Z. Greenberg

### Trama
Daisy e Mace si recano in Senato per la ratifica degli Accordi di Sokovia; all'udienza è presente anche la senatrice Nadeer, che accusa Johnson di aver agito illegalmente durante il periodo "sotto copertura". Approfittando dell'assenza di Nadeer, Coulson e Yo-Yo Rodriguez si infiltrano nel suo ufficio per installare un sistema di sorveglianza, ma vengono sorpresi e arrestati. Nadeer ne approfitta per avviare un'indagine completa sull'operato dello S.H.I.E.L.D.. Alla base il LMD di May intuisce la sua vera natura e decide di affrontare Radcliffe. Nel frattempo anche Fitz, analizzando i dati di Aida, capisce che l'androide ha sempre agito secondo la programmazione di Radcliffe e si reca a casa dello scienziato per arrestarlo. Radcliffe fa in tempo a spiegare alla finta May che la sua programmazione le impedisce di rivelare la sua vera natura agli altri prima di essere arrestato e portato via. Alla base Fitz affronta Radcliffe e intuisce che lo stesso scienziato è in realtà un Life Model Decoy. Il vero Radcliffe nel frattempo si trova con la senatrice Nadeer, con cui collabora dopo il fallimento di Aida nel recuperare il Darkhold. Intanto la vera May si trova in una realtà virtuale in cui è costretta a rivivere in continuazione gli eventi avvenuti in Bahrein anni prima, ma a differenza di allora, stavolta riesce a salvare la bambina.
- Altri interpreti: Natalia Cordova-Buckley (Elena "Yo-Yo" Rodriguez), Jason O'Mara (Jeffrey Mace), Mallory Jansen (Aida), Parminder Nagra (Ellen Nadeer), Adrian Pasdar (Glenn Talbot), Chuck McCollum (presidente del comitato), Sally Shamrell (membro del comitato), Mikel Miller (tenente della Capitol Police), Ava Acres (Katya), Jonathan Stanley (assistente)
- Ascolti USA: telespettatori: 2.000.000[16]

## Zuppa di patata bollente
- Titolo originale: Hot Potato Soup
- Diretto da: Nina Lopez-Corrado
- Scritto da: Craig Titley

### Trama
I Cani da guardia rapiscono l'agente Billy Koenig, a cui Coulson aveva affidato il Darkhold. Koenig viene portato a bordo del sottomarino del Superiore, un uomo d'affari chiamato Anton Ivanov; Radcliffe, anch'egli a bordo del sottomarino, scansiona la mente di Koenig e scopre che il Darkhold è nascosto nel Labirinto, una struttura segreta dello S.H.I.E.L.D. conosciuta solo alla famiglia Koenig. Nel frattempo Coulson recupera gli altri fratelli Koenig e insieme a loro, Daisy e al LMD di May rintraccia Billy. Alla base Fitz analizza il LMD di Radcliffe e scopre che lo scienziato ha creato un altro LMD; ricordatosi che Radcliffe scansionò la mente di May per curarla dall'attacco di Lucy, Fitz avverte Daisy che la May che si trova con lei non è la vera May. Daisy riesce a fermare il LMD di May e a salvare Coulson, ma Radcliffe riesce a recuperare il Darkhold e a fuggire. Tornati alla base, il gruppo brucia i LMD della prima Aida e di Radcliffe. A bordo del sottomarino Ivanov rivela a Radcliffe di voler usare il Darkhold per distruggere gli Inumani e Coulson, ritenuto responsabile delle ultime crisi con gli alieni.
- Altri interpreti: Mallory Jansen (Aida), Patton Oswalt (Billy, Sam e Thurston Koenig), John Pyper-Ferguson (Shockley), Maximilian Osinski (Agente Davis), Artemis Pebdani (L.T. Koenig), Zach McGowan (Anton Ivanov), Konstantin Lavysh (Russo #1), Zack Sayenko (Russo #2)
- Ascolti USA: telespettatori 2.150.000[17]

## Bum
- Titolo originale: BOOM
- Diretto da: Billy Gierhart
- Scritto da: Nora Zuckerman e Lilla Zuckerman

### Trama
Coulson e Mack si recano in Spagna per incontrare Agnes Kitsworth, una donna malata di cancro ed ex fidanzata di Radcliffe, il quale ha modellato Aida sulle sue sembianze. Coulson convince Agnes a incontrarsi con Radcliffe in modo da tendergli una trappola e catturarlo. Intanto Ivanov invia Terrence Shockley a verificare che la senatrice Nadeer non sia un'Inumana come il fratello; Shockley rompe un cristallo terrigeno, esponendo sé stesso e Nadeer alle nebbie terrigene, tuttavia è lui stesso a essere trasformato in Inumano. Shockley esplode, uccidendo Nadeer, per poi riassemblarsi grazie ai suoi nuovi poteri. In Spagna Radcliffe si incontra con Agnes e la convince a fuggire con lui, affermando di poterla salvare dal cancro. Ivanov acconsente a usare Shockley come arma contro lo S.H.I.E.L.D.; Daisy affronta Shockley, riuscendo a prendere abbastanza tempo affinché Fitz e Simmons possano rinchiudere le sue molecole in un contenitore speciale e impedire così che si ricomponga. Mace affronta Ivanov ma viene catturato. Radcliffe seda Agnes, lasciandola morire, e carica la sua coscienza nel mondo virtuale in cui è rinchiusa anche May, il "Framework".
- Altri interpreti: Jason O'Mara (Jeffrey Mace), Mallory Jansen (Aida/Agnes Kitsworth), Parminder Nagra (Ellen Nadeer), John Pyper-Ferguson (Shockley), Maximilian Osinki (Agente Davis), Zach McGowan (Anton Ivanov), Ricardo Walker (Agente Prince), Daren Tadlock (Cecilio), Bryan Keith (Bynum), Sheila Cutchlow (Agente FBI Jurmain), Tom Virtue (impiegato del motel)
- Ascolti USA: 2.080.000[18]

## L'uomo dietro lo S.H.I.E.L.D.
- Titolo originale: The Man Behind the Shield
- Diretto da: Wendey Stanzler
- Scritto da: Matt Owens

### Trama
In un flashback ambientato anni fa, Coulson e May si recano in una base militare russa per recuperare un oggetto sconosciuto, ma vengono attaccati da agenti del SVR, tra cui Anton Ivanov. May riesce a sopraffare tutti i componenti del gruppo, che verranno successivamente giustiziati per il fallimento, tutti ad eccezione di Ivanov. Nel presente, lo S.H.I.E.L.D. riesce a rintracciare la posizione di Mace, tenuto prigioniero e torturato da Ivanov. Daisy mette fuori gioco Ivanov, mentre Coulson e Mack salvano Mace; Fitz e Simmons intanto cercano di rintracciare il segnale del Framework in cui è tenuta May. Aida, a cui Radcliffe ha assegnato il compito di portare avanti il suo piano, mentre lui si trova nel Framework, trova Ivanov in pessime condizioni. Il gruppo ritorna alla base senza alcun indizio su dove trovare May. Alla base, Fitz e Simmons scoprono che Coulson, Mack, Daisy e Mace sono stati sostituiti con dei LMD durante il salvataggio di Mace. Il LMD di Coulson riattiva il LMD di May. Nella scena finale ambientata nel passato May rivela a Coulson che ha iniziato a sentirsi con uno psichiatra (ovvero Andrew Garner) e lui le dice che spera che andrà male.
- Altri interpreti: Jason O'Mara (Jeffrey Mace), Mallory Jansen (Aida), Maximilian Osinski (Agente Davis), Zach McGowan (Anton Ivanov), Stivi Paskoski (agente SVR)
- Ascolti USA: 2.130.000[19]

## Autocontrollo
- Titolo originale: Self Control
- Diretto da: Jed Whedon
- Scritto da: Jed Whedon

### Trama
I LMD di Coulson, Mack e Mace, consapevoli della loro natura, pianificano di portare a termine il piano di Ivanov e uccidere tutti gli Inumani. Simmons scopre che il quarto LMD non è Daisy, ma Fitz, e lo distrugge. Daisy scopre un esercito di suoi LMD e, scoperta la verità, fugge e incontra Simmons. Le due ragazze pianificano di scappare dalla base e entrare nel Framework in remoto in modo da trovare i loro amici e aiutarli a svegliarsi nel mondo reale. Nel frattempo Aida stabilisce che Radcliffe è l'unico ostacolo che può mettere in pericolo la sicurezza del Framework e gli taglia le vene, caricando poi la sua coscienza nel Framework. Daisy mette fuori gioco i LMD di Mack, Mace e Coulson, mentre Simmons recluta alcuni degli agenti dello S.H.I.E.L.D. superstiti. Daisy e Simmons si confrontano con il LMD di May, intento ad aspettarle all'entrata dell'hangar, ma tuttavia riescono a convincerla a lasciarle andare. Il LMD fa saltare in aria la base. Intanto Aida sveglia il LMD di Ivanov, la cui vera testa è posta all'interno di una teca di vetro. In volo a bordo dello Zephyr One, le due ragazze entrano infine nel Framework, all'interno del quale viene mostrata una nuova realtà in cui Daisy è fidanzata con Grant Ward, Simmons è morta, Fitz è ricco, Coulson è un insegnante anti-Inumani, Mack vive con sua figlia e May lavora per l'HYDRA.
- Altri interpreti: Natalia Cordova-Buckley (Elena "Yo-Yo" Rodriguez), Jason O'Mara (Jeffrey Mace), Mallory Jansen (Aida), Briana Venskus (Agente Piper), Maximilian Osinki (Agente Davis), Zach McGowan (Anton Ivanov), Ricardo Walker (Agente Prince), Cantrell Harris (Agente Fisher)
- Ascolti USA: telespettatori 2.010.000[20]

## E se...
- Titolo originale: What If...
- Diretto da: Oz Scott
- Scritto da: DJ Doyle

### Trama
Risvegliatasi all'interno del Framework, Daisy scopre che lei e Ward sono agenti dell'HYDRA che operano sotto la supervisione di May e Fitz. In questa realtà virtuale May non ha ucciso la bambina Inumana in Bahrein ma l'ha portata con sé negli Stati Uniti; la bambina tuttavia compì una strage di massa che non fece altro che diffondere l'odio contro gli Inumani, portando all'ascesa dell'HYDRA e alla dissoluzione dello S.H.I.E.L.D. Simmons si risveglia sottoterra, in una fossa comune di agenti dello S.H.I.E.L.D., e riesce a trovare Coulson, che lavora come insegnante pro-HYDRA in un liceo. Simmons cerca di far rinvenire Coulson, ma quest'ultimo la caccia e chiama l'HYDRA. Daisy e Ward interrogano Vijay Nadeer, che rivela la presenza di una talpa della Resistenza all'interno dell'HYDRA. Daisy riesce poi a incontrarsi con Simmons, ma viene seguita da Ward, che rivela di essere la talpa della Resistenza. Daisy e Simmons tentano di uscire dal Framework usando un dispositivo creato da Simmons, ma scoprono che il dispositivo è stato bloccato da Aida, che all'interno del Framework ha assunto il ruolo di direttrice dell'HYDRA e amante di Fitz. Daisy fa visita a Coulson, che riesce a ricordarsi il nome della ragazza.
- Altri interpreti: Brett Dalton (Grant Ward), Mallory Jansen (Madame Hydra), Manish Dayal (Vijay Nadeer), Brandon Morales (Agente Pinsky), Taj Speights (Burnell), Chad Wood (Agente Slate), Jade Harlow (Julia Price)
- Ascolti USA: telespettatori 2.150.000[21]

## Identità e cambiamento
- Titolo originale: Identity and Change
- Diretto da: Garry A. Brown
- Scritto da: George Kitson

### Trama
Daisy aiuta Coulson a far riemergere alcuni ricordi del mondo reale, poi quest'ultimo insieme a Ward e Simmons si incontra con la Resistenza, composta dai superstiti dello S.H.I.E.L.D. guidati da Mace. Daisy scopre che all'interno del Framework è presente anche Radcliffe e dà le coordinate della sua posizione a Simmons prima di venire portata via da May, che la vuole interrogare. Nel frattempo Mack viene arrestato insieme a sua figlia Hope per alcune attività sospette, ma viene liberato dopo essere stato usato da May per far confessare a Daisy la sua fedeltà allo S.H.I.E.L.D.. Simmons, Coulson e Ward trovano Radcliffe su un'isola sperduta insieme ad Agnes Kitsworth; Radcliffe rivela loro che lui e Agnes sono morti nel mondo reale e per questo motivo non possono lasciare il Framework. Sull'isola arrivano anche Fitz e Madame Hydra e Radcliffe cerca di far rinsavire Fitz, che tuttavia è già a conoscenza del "mondo esterno" e lo considera una minaccia. Fitz uccide Agnes e prende Radcliffe come ostaggio. Al Triskelion scopre inoltre che Daisy è una possibile Inumana. Mack, pentitosi delle sue azioni, decide di unirsi alla Resistenza.
- Altri interpreti: Brett Dalton (Grant Ward), Mallory Jansen (Madame Hydra/Agnes Kitsworth) Jason O'Mara (Jeffrey Mace), Frances Gregg (Amy), Jordan Rivera (Hope MacKenzie), Patrick Cavanaugh (Burrows)
- Ascolti USA: telespettatori 2.320.000[22]

## Nessun rimpianto
- Titolo originale: No Regrets
- Diretto da: Eric Laneuville
- Scritto da: Paul Zbyszewski

### Trama
Mace e Coulson cercano di rintracciare Daisy e si infiltrano in un centro di riabilitazione dell'HYDRA, dove liberano Antoine Triplett, morto nel mondo reale. Nel frattempo Daisy parla con Radcliffe, imprigionato nella cella accanto, e scopre che esiste una backdoor per uscire dal Framework che Aida non può chiudere. Fitz ha dei rimorsi per aver ucciso Agnes ma suo padre lo convince di aver agito correttamente. May si reca nel centro di riabilitazione per uccidere Mace. Coulson e Mace scoprono che in uno degli edifici del complesso numerosi adolescenti vengono sottoposti al lavaggio del cervello e decidono di salvarli, tuttavia l'HYDRA lancia un missile contro l'edificio, che crolla. May entra nell'edificio per controllare che Mace sia morto ma rimane inorridita quando scopre che all'interno dell'edificio erano rinchiusi dei bambini. Mace si sacrifica per salvare la squadra e muore schiacciato dalle macerie. Aida esce dal Framework e scopre che Mace è morto anche nel mondo reale. May fa visita a Daisy e le consegna un cristallo terrigeno in modo da donarle i suoi poteri all'interno del Framework.
- Altri interpreti: Brett Dalton (Grant Ward), Jason O'Mara (Jeffrey Mace), Mallory Jansen (Madame Hydra/Aida), B.J. Britt (Antoine Triplett), Jordan Rivera (Hope MacKenzie), Patrick Cavanaugh (Burrows), David O'Hara (Alistair), Adam Kulbersh (Kenneth), Taj Speights (Burnell), Skyler James (Chris Adler), Christopher Showerman (soldato dell'HYDRA)
- Ascolti USA: 2.430.000[23]

## Tutti gli uomini di Madame
- Titolo originale: All the Madame's Men
- Diretto da: Billy Gierhart
- Scritto da: James C. Oliver & Sharla Oliver

### Trama
May e Daisy fuggono dal Triskelion e Daisy getta Madame Hydra fuori da una finestra. Ophelia sopravvive alla caduta e chiede a Fitz di completare il "Progetto Specchio". May e Daisy si riuniscono con lo S.H.I.E.L.D.. May procura allo S.H.I.E.L.D. un filmato dell'attacco al centro di riabilitazione che dimostra gli orrori commessi dall'HYDRA sui bambini. Lo S.H.I.E.L.D. irrompe nello studio televisivo dell'HYDRA e trasmette il video in mondovisione. Nel frattempo Simmons e Triplett indagano su una piattaforma petrolifera russa dove credono sia sviluppato il Progetto Specchio. La piattaforma è l'equivalente nel Framework della piattaforma petrolifera di Ivanov nel mondo reale da cui Aida sta gestendo il Framework. I due trovano la piattaforma vuota, e Simmons capisce che il Progetto Specchio consiste in un macchinario costruito nel mondo reale che, grazie alle conoscenze date dal Darkhold, permetterebbe a Madame Hydra di uscire dal Framework e acquisire un vero corpo umano nel mondo reale.
- Altri interpreti: Brett Dalton (Grant Ward), Mallory Jansen (Madame Hydra/Aida), B.J. Britt (Antoine Triplett) Simon Kassianides (Sunil Bakshi), Jordan Rivera (Hope MacKenzie), Patrick Cavanaugh (Burrows), Zach McGowan (Anton Ivanov), David O'Hara (Alistair), Andy Comeau (dottore dell'HYDRA), Kavita Patil (Mrs. Lee)
- Ascolti USA: telespettatori 2.150.000[24]

## Addio, mondo crudele!
- Titolo originale: Farewell, Cruel World!
- Diretto da: Vincent Misiano
- Scritto da: Brent Fletcher

### Trama
Nella realtà, a bordo dello Zephyr One, Yo-Yo Rodriguez decide di spegnere il sistema di occultamento dell'aereo per dare più potenza alla connessione con il Framework, rivelando in questo modo la posizione dello S.H.I.E.L.D. a Ivanov. Nel Framework, Fitz interroga Radcliffe, che gli rivela l'esistenza della backdoor. Simmons fa visita al padre di Fitz ma lo uccide accidentalmente. Ophelia comincia a creare il suo corpo nel mondo reale. Daisy conduce il gruppo alla backdoor; Coulson e May la attraversano e tornano nel mondo reale. Fitz giunge sul luogo e affronta Simmons, che tuttavia viene salvata da Radcliffe che, pentitosi delle sue azioni, getta Fitz nella backdoor, seguito da Simmons. Mack decide di restare, non volendo lasciare Hope. Sullo Zephyr One, Daisy e Simmons si risvegliano proprio mentre l'aereo viene attaccato dagli uomini di Ivanov. Sulla piattaforma petrolifera Coulson e May distruggono il corpo di Aida ma vengono sorpresi dall'arrivo di Ophelia, in possesso di un vero corpo umano, che si teletrasporta via portando con sé Fitz, ancora scosso per le azioni compiute nel Framework.
- Altri interpreti: Natalia Cordova-Buckley (Elena "Yo-Yo" Rodriguez), Mallory Jansen (Madame Hydra/Aida), Jordan Rivera (Hope MacKenzie), Briana Venskus (agente Piper), Maximilian Osinski (agente Davis), Patrick Cavanaugh (Burrows) David O'Hara (Alistair), Ricardo Walker (agente Prince), Rheagan Wallace (Marilyn), Richard Whiten (Gedrick)
- Ascolti USA: telespettatori 2.150.000[25]

## Il ritorno
- Titolo originale: The Return
- Diretto da: Kevin Tancharoen
- Scritto da: Maurissa Tancharoen e Jed Whedon

### Trama
Coulson e May, isolati nelle camere sotto la piattaforma petrolifera, si fanno strada fino alla superficie affrontando i numerosi LMD di Ivanov e lasciando Mack collegato al Framework. Usciti all'aria aperta, vengono salvati dagli agenti sullo Zephyr One, che sono riusciti a sfuggire all'attacco di Ivanov, che tuttavia lancia un missile contro la piattaforma. Nel frattempo Fitz, pentito delle proprie azioni nel Framework, convince Ophelia, ora capace di provare emozioni, ad aiutare i suoi amici; la donna si teletrasporta sulla piattaforma e salva Mack. Il gruppo torna alla base distrutta e Fitz viene messo in isolamento insieme a Ophelia, alla quale confida di essere ancora innamorato di Simmons. Ophelia impazzisce dal dolore e uccide diversi uomini del generale Talbot, giunto alla base per arrestare i membri superstiti dello S.H.I.E.L.D.. Coulson e i suoi fuggono nuovamente a bordo dello Zephyr One mentre Ophelia torna da Ivanov, che vuole usare il potere del Darkhold per modificare la realtà e renderla come quella vista nel Framework. Yo-Yo decide di entrare nel Framework per salvare Mack, mentre Ghost Rider emerge dal portale dimensionale. 
- Altri interpreti: Natalia Cordova-Buckley (Elena "Yo-Yo" Rodriguez), Mallory Jansen (Aida), Adrian Pasdar (Glenn Talbot), Briana Venskus (agente Piper), Maximilian Osinski (agente Davis), Zach McGowan (Anton Ivanov), Ricardo Walker (agente Prince), Brennan Feonix (Whitley), J. Michael Evans (Richardson)
- Ascolti USA: telespettatori 2.140.000[26]

## La fine del mondo
- Titolo originale: World's End
- Diretto da: Billy Gierhart
- Scritto da: Jeffrey Bell

### Trama
Ivanov si reca a una conferenza internazionale sullo S.H.I.E.L.D. e propone di usare il Darkhold per fermare la piaga degli Inumani. Subito dopo una versione LMD di Daisy spara al generale Talbot, facendolo finire in coma. Durante lo scontro seguente May trova il Darkhold e Robbie Reyes / Ghost Rider affronta Aida, che fugge. Intanto il mondo all'interno del Framework comincia a collassare, e Yo-Yo Rodriguez cerca di convincere Mack a tornare nel mondo reale con lei. Aida irrompe nella base dello S.H.I.E.L.D. per riprendersi il Darkhold ma viene sorpresa da Coulson, che ha stretto un patto con lo spirito di Ghost Rider. Quest'ultimo uccide Aida e torna nel corpo di Reyes, che parte per l'altra dimensione portando con sé il Darkhold. Mack e Yo-Yo fanno ritorno nel mondo reale dopo che Hope viene cancellata dal sistema. La squadra decide di restare unita e affrontare insieme le conseguenze delle loro azioni. Mentre aspettano di essere arrestati dal governo, Coulson e la squadra vengono sorpresi da un gruppo di uomini che li immobilizza e li porta via. Qualche tempo dopo Coulson si sveglia all'interno di una stanza dalla quale ammira lo spazio profondo.
- Altri interpreti: Natalia Cordova-Buckley (Elena "Yo-Yo" Rodriguez), Gabriel Luna (Robbie Reyes/Ghost Rider), Mallory Jansen (Aida), Adrian Pasdar (Glenn Talbot), Jordan Rivera (Hope MacKenzie), Patrick Cavanaugh (Burrows), Zach McGowan (Anton Ivanov), Joris Jarsky (Sergei), Zibby Allen (tenente Evans)
- Ascolti USA: telespettatori 2.080.000.[27]